# Belgica (schip, 1884)

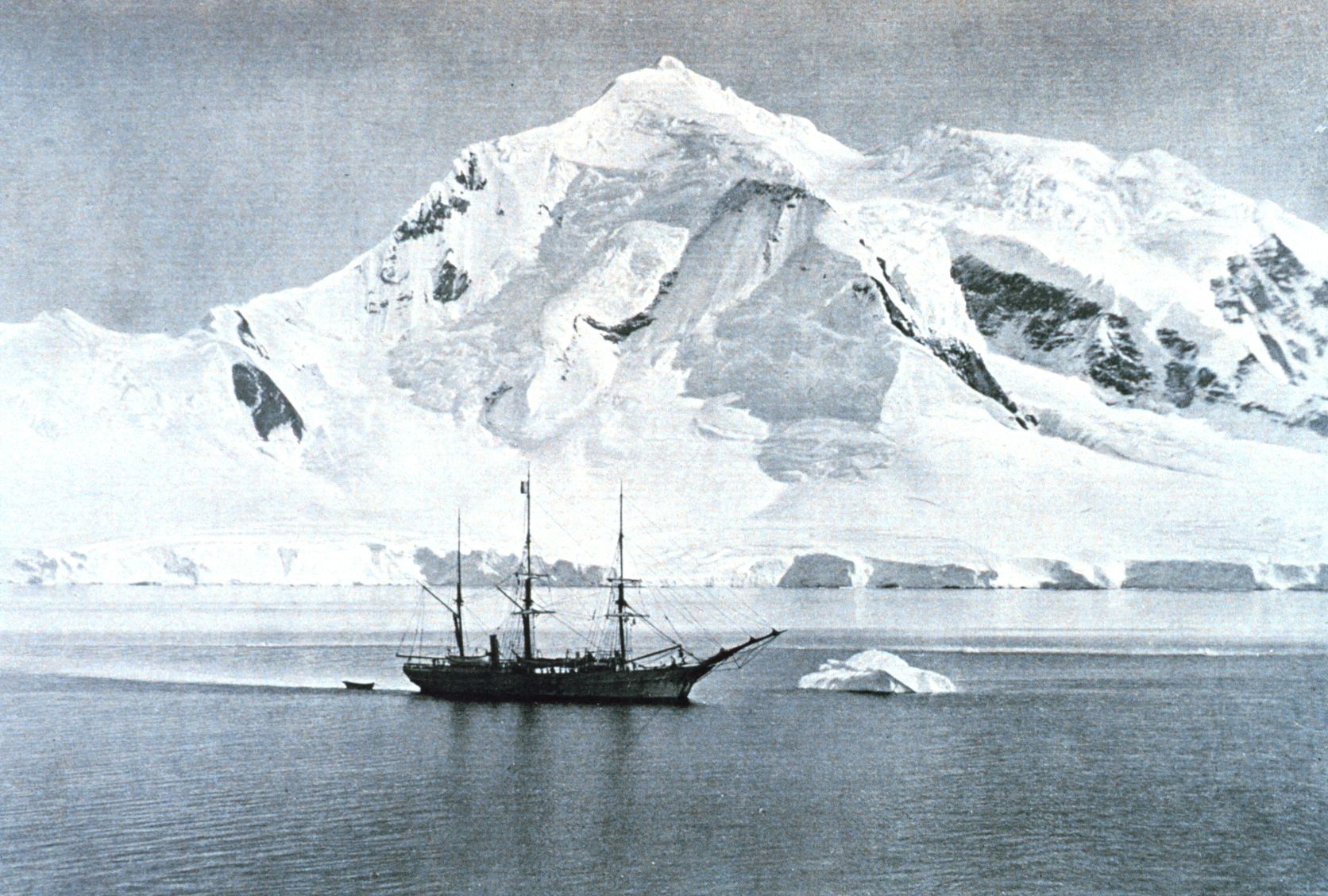
De eerste Belgica

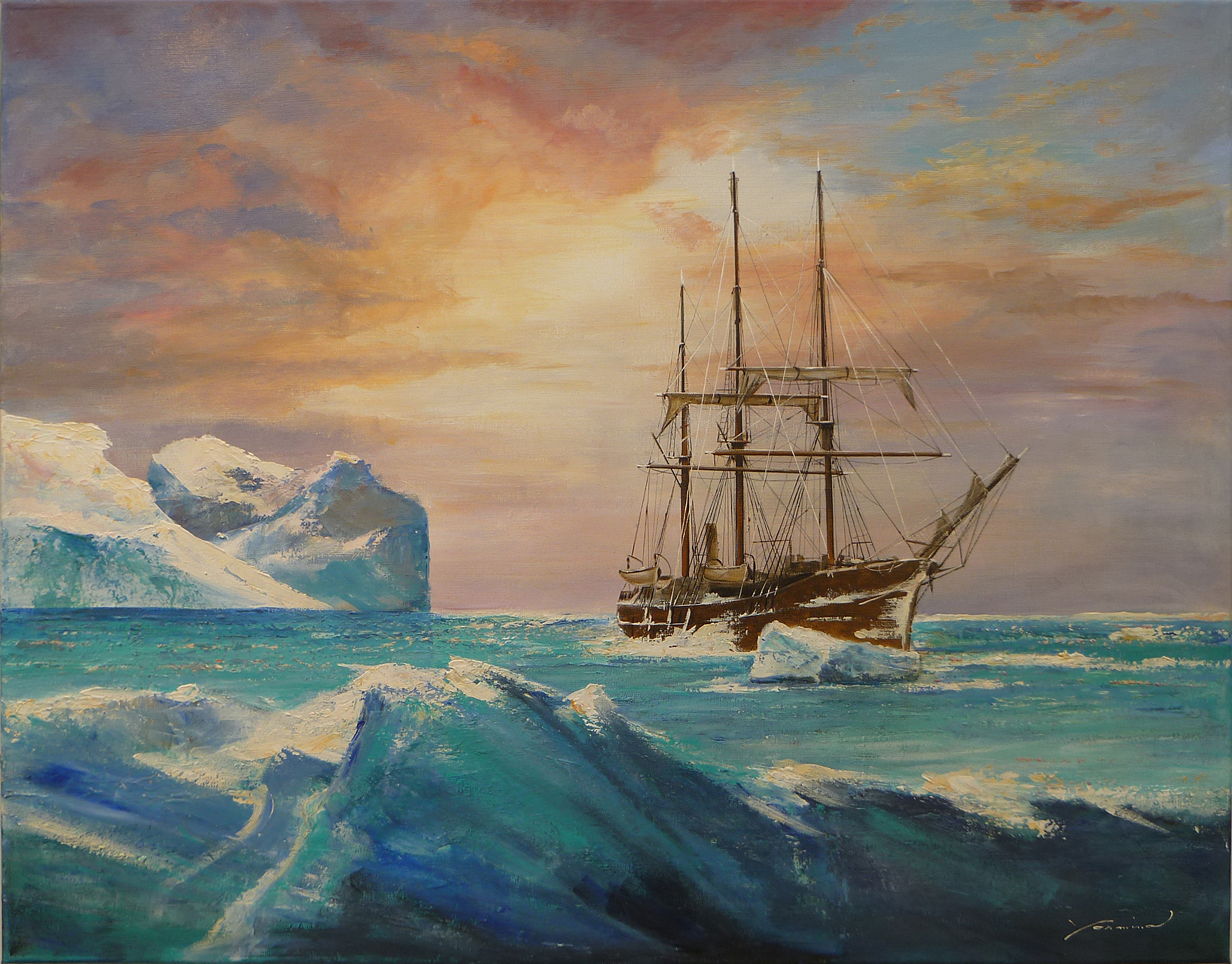
Belgica, schilderij door Yasmina

De Belgica was een Belgisch onderzoeksschip waarmee Adrien de Gerlache eind 19e eeuw een beroemde expeditie naar Antarctica ondernam. Ze is genoemd naar de Romeinse naam voor het noorden van Gallië.

## Geschiedenis
Het schip werd gebouwd in 1884 in Svelvik (Noorwegen) en Patria gedoopt. Het was een stoomschip en driemaster van 36 m lang, 7,6 meter breed en 4,1 meter diep. Het woog 336 ton en had een houten romp.
Een twaalftal jaar deed de Patria dienst als walvisvaarder en robbenjager, tot ze in 1896 werd gekocht door Adrien de Gerlache voor de Belgische Antarctische expeditie. De Gerlache noemde het schip Belgica en vertrok er op 16 augustus 1897 vanuit Antwerpen mee naar Antarctica. De Belgica voer onder de clubwimpel van de Royal Yacht Club van België.
Het schip en zijn bemanning, onder wie Roald Amundsen, brachten als eersten de winter op Antarctica door, toen het schip op 28 februari 1898 vastraakte in het ijs. Pas 13 maanden later kon het schip via een door de bemanning zelf gegraven kanaal losbreken. Op 5 november 1899 keerde het in Antwerpen terug. De expeditie bleek van groot wetenschappelijk belang door de experimenten van de bemanning aan boord op vlak van onder meer biologie, geologie en cartografie. Zo ontdekte Gerlache onder meer een tot dan ongekende zeestraat, die later de Straat van Gerlache werd genoemd.
De Belgica werd later gekocht door de graaf van Orléans, die samen met Adrien de Gerlache aan verschillende andere expedities, onder meer naar het Noordpoolgebied, deelnam. Na de Eerste Wereldoorlog werd de Belgica gebruikt als drijvende visfabriek bij de Lofotenvisserij. In de meidagen van 1940 werd het door de Britten gebruikt als drijvende munitieopslag. Op 19 mei 1940 werd het schip tijdens een Duitse luchtaanval tot zinken gebracht in een fjord nabij Harstad.
De vzw Belgica Genootschap ondersteunt wetenschappelijk onderzoek in verband met een eventuele berging, conservatie en tentoonstelling van de Belgica als belangrijk stuk maritiem erfgoed.

## New Belgica
VZW De Steenschuit is in 2013 gestart met de bouw van een zeewaardige vormreplica in Boom. De Steenschuit is een trainingscentrum voor kortgeschoolde langdurig werkzoekenden en een erkende partner van de VDAB. Door de bouw van de New Belgica kunnen deelnemers aan het programma werkervaring opdoen en participeren in een motiverend arbeidsproces met een grote uitstraling. De plannen voor de New Belgica, die in de toekomst als zeiljacht vanuit Antwerpen zal opereren, werden getekend door BVBA Pollux, op basis van oorspronkelijke opmetingen, de vele historische foto's en de eisen van de moderne scheepvaart

## Voetnoten
1. ↑  De eerste Antarctische expeditie: in het kielzog van de Belgica. KBR. Gearchiveerd op 25 augustus 2022. Geraadpleegd op 25 augustus 2022.